# H.D. Hartmann
H.D. Hartmann este pseudonimul unui analist politic, „profiler” și jurnalist.
A avut patru identități diferite. O identitate este cea de fiu al generalului de Securitate Elena Constantinescu, alias Helen O'Brien. Colonelul SRI Tudor Păcuraru l-a descris pe Hartman ca pe o persoană cu o „imaginație bogată”. Hartmann a declarat de mai multe ori că e de origine evreiască.
Hartmann participă adesea la emisiunea Marius Tucă Show de la Gândul TV. În această emisiune, H.D. Hartmann a declarat în aprilie 2024 că a lucrat la un „proiect special” al SUA de transfer de populație din Iran în Europa (Franța, Albania, România etc).
Împreună cu Sorin Roșca Stănescu, Cozmin Gușă, Andrei Gușă, Marius Ghilezan, Iosefina Pascal, Adrian Severin și Petru Romoșan, Hartmann a publicat în 2022 lucrarea în 2 volume Războiul din Ucraina.
A fost invitat la emisiunea Istoria secretă a umanității, un proiect realizat de Mădălin Ionescu la Metropola TV.